# Sternbergia colchiciflora

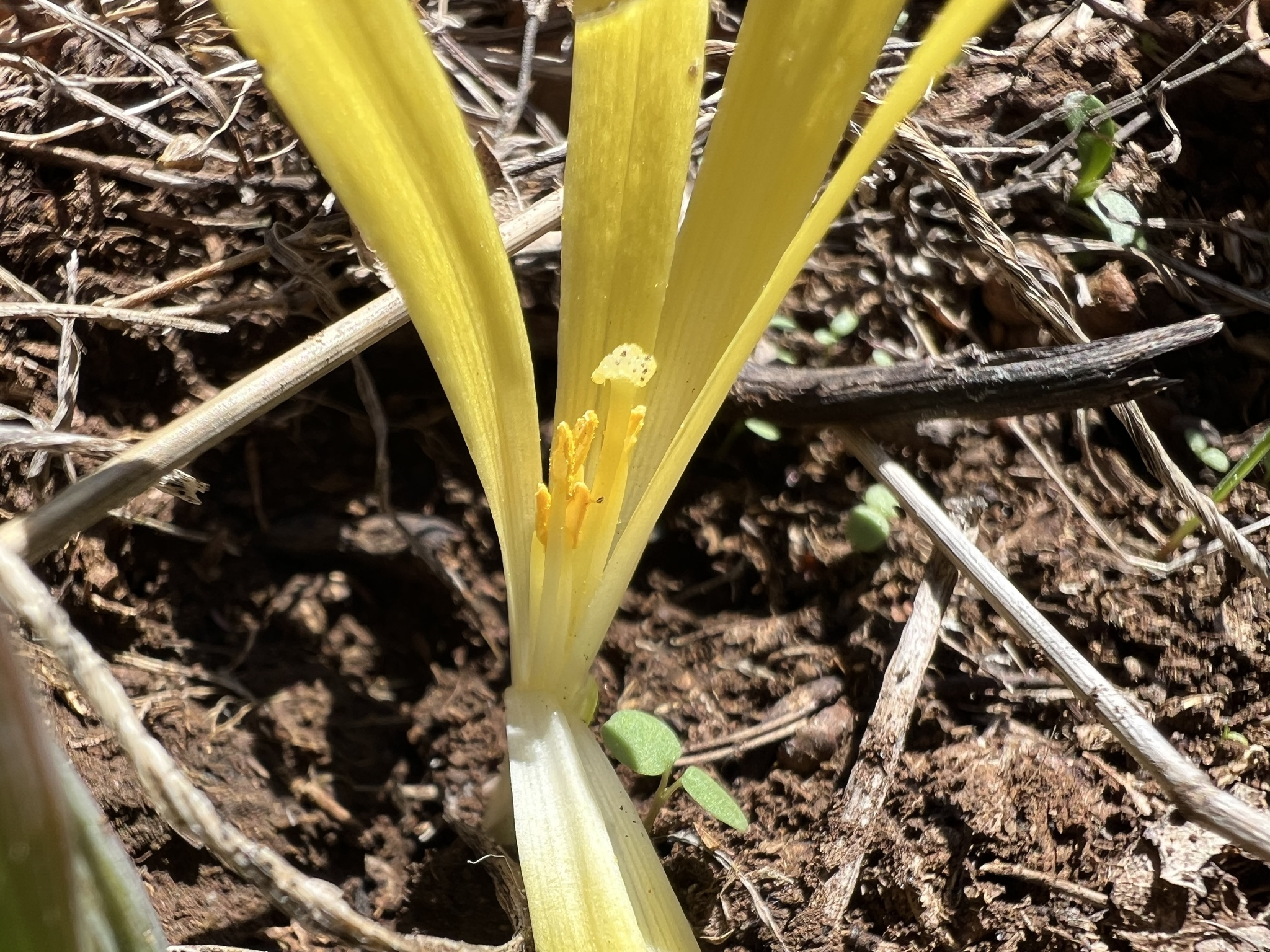
Sternbergia colchiciflora, Detail der Blüte

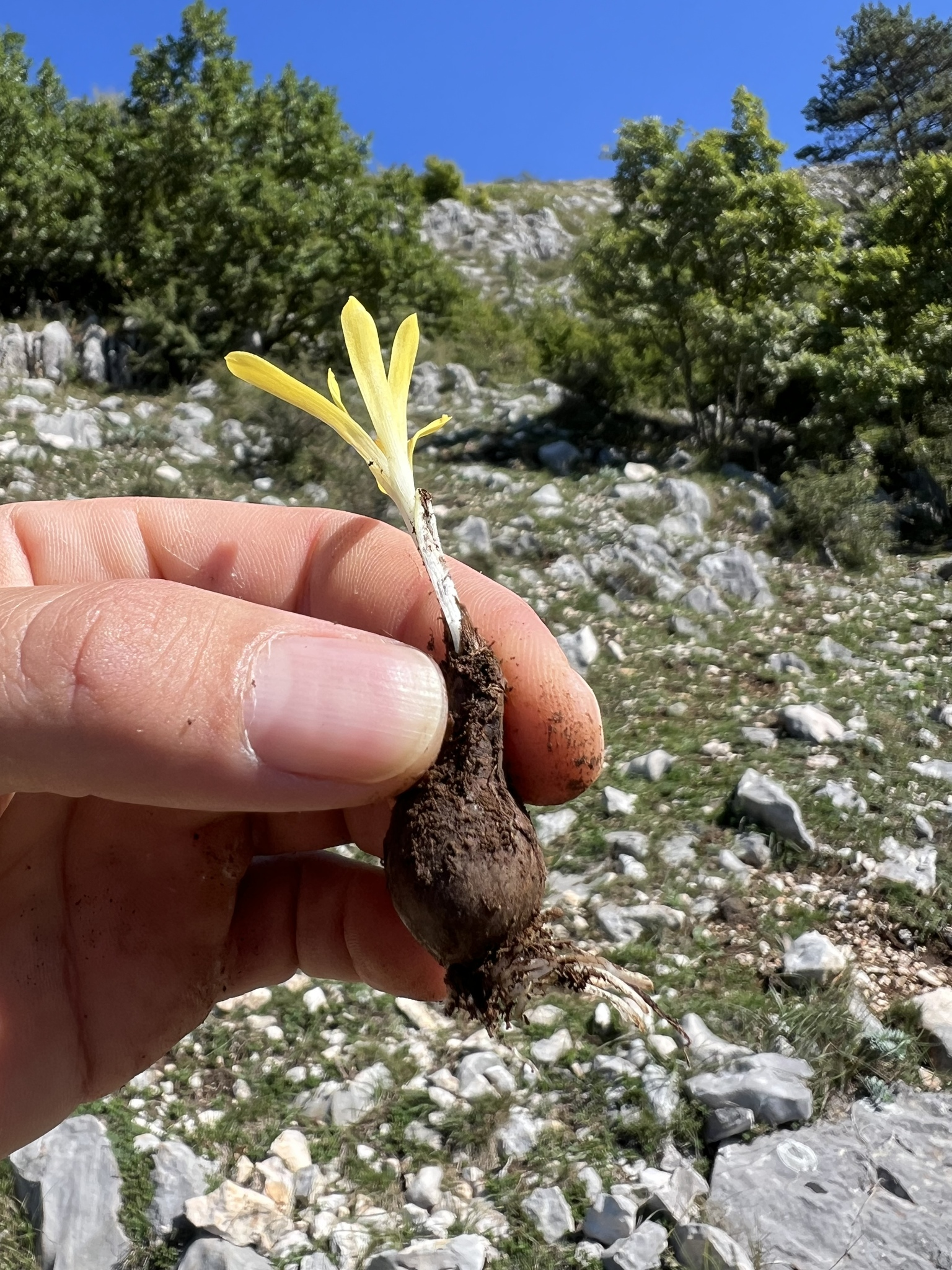
Sternbergia colchiciflora, Gesamte Pflanze

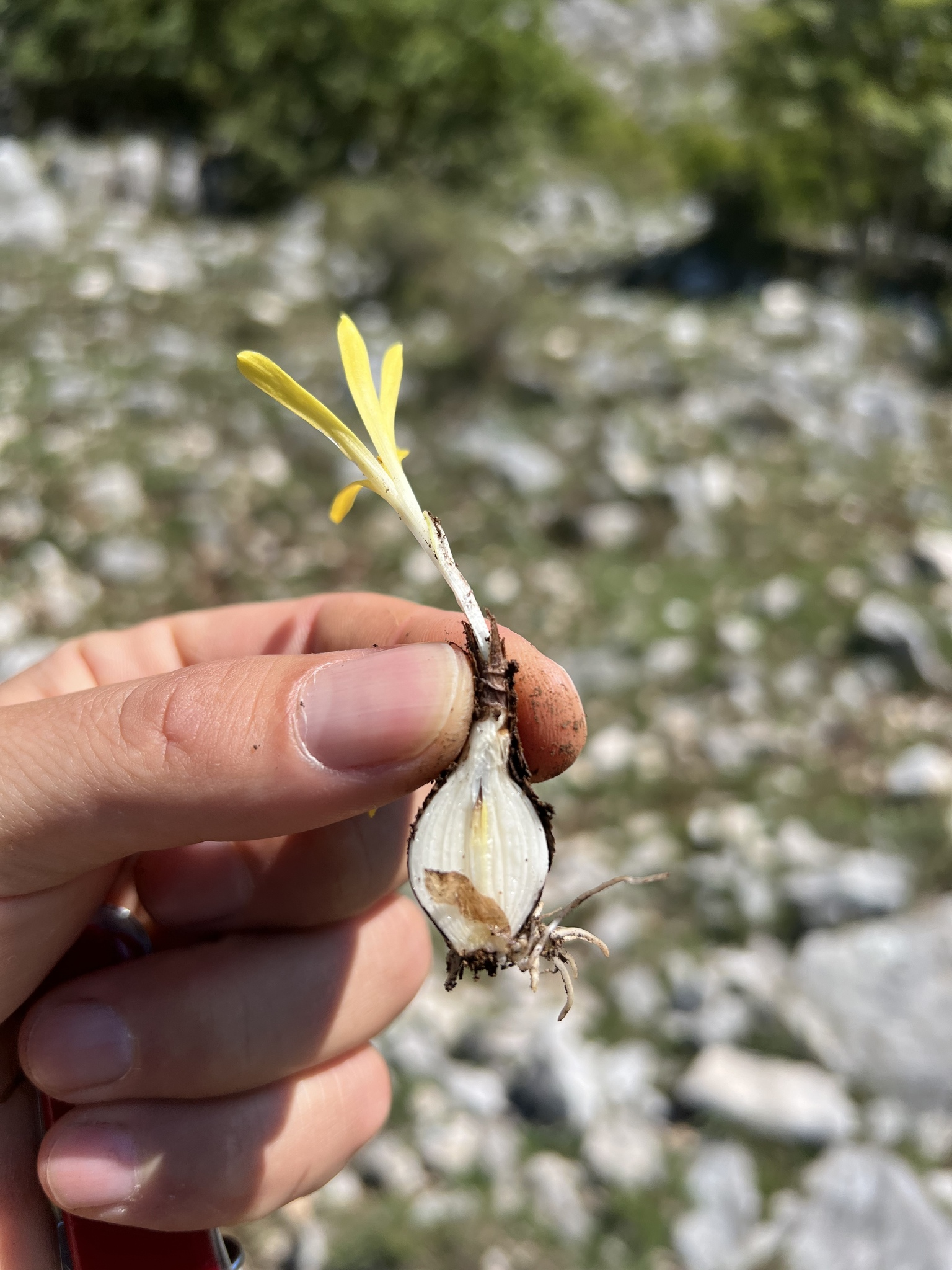
Sternbergia colchiciflora, Gesamte Pflanze mit aufgeschnittener Zwiebel

Sternbergia colchiciflora ist eine im Herbst blühende Pflanzenart aus der Familie der Amaryllisgewächse (Amaryllidaceae) und kommt im Mittelmeerraum und in Südosteuropa vor. Weitere gebräuchliche Trivialnamen der Gattung Sternbergia lauten „Goldkrokusse“, „Winternarzissen“ oder „Gewitterblumen“.

## Beschreibung
Sternbergia colchiciflora ist eine ausdauernde und krautige Pflanze mit einer Blütezeit von September bis Ende Oktober in Südosteuropa und von Mitte Oktober bis Ende Dezember im Mittelmeerraum. Sie ist ein winterharter Geophyt und bildet eine Zwiebel als Überdauerungsorgan aus. Die Blüten sind gelb bis schwefelgelb gefärbt, bis zu 5 Millimeter breit, krokusähnlich  und wohlriechend. Aus der Knospe wächst der blatt- und stängellose Blütenstand mit Hochblättern. Die zwittrigen Blüten erscheinen vor den grünen Laubblättern. Der Blütenstand erreicht während der Blühphase eine Höhe von 1 bis 6 Zentimeter. Er ist zusammengedrückt und kurz. Nach der Blüte und mit dem Beginn der Fruchtbildung wächst er weiter. Ihre Zwiebel ist eiförmig und von einer braunen Zwiebeldecke bedeckt. Die aufrecht stehende Zwiebel hat typischerweise 4 bis 6 Blätter (Zwiebelschuppen), die an der Basis von einer blattlosen und an den Rändern von einer glatten oder rauen Blattscheide umgeben sind. Die Laubblätter von Sternbergia lutea erscheinen von Mitte November bis Ende Anfang April. Sie sind schmal, leicht gedreht und 2 bis 4 Millimeter breit. Die Fruchtbildung beginnt im Dezember und reicht bis zur Fruchtreife von Ende Februar bis Mai im Folgejahr. Die grüne und später braune Kapselfrucht wird auf Bodenhöhe gebildet. Die ausgereiften Samen sind braun mit ausgeprägten Anhängseln.

## Vorkommen
Das Verbreitungsgebiet dieser Pflanzenart erstreckt sich vom Südwesten Europas, über den Mittelmeerraum bis zum Iran im Osten. Fundorte wurden für Bosnien und Herzegowina, Bulgarien, Kroatien, auf dem Festland von Frankreich, auf dem Festland von Griechenland, Ungarn, auf dem Festland von Italien und auf Sizilien, Moldawien, Montenegro, Rumänien, Serbien, die Slowakei, Slowenien, auf dem Festland von Spanien, im asiatischen Teil der Türkei und der Ukraine aufgezeichnet. In Südfrankreich wurde an einem Standort ein Vorkommen in Languedoc-Roussillon beschrieben. In Griechenland wurden Fundorte im nördlichen und zentralen Teil des Festlandes mit dem Pindos-Gebirge und auf der Halbinsel Peloponnes aufgezeichnet. Im Westen von Ungarn in Transdanubien kommt Sternbergia colchiciflora in höheren Lagen mäßig bis häufig und in den Tallagen sehr sporadisch vor. In Italien wurden Standorte in der Mitte, im Süden und auf Sizilien berichtet, wobei sie im Landesinneren nur an 4 bis 6 fragmentierten Fundorten nachgewiesen wurde. Der Südwesten der Slowakei, nahe der ungarischen Grenze, bildet für Sternbergia colchiciflora die nördliche Grenze ihres Verbreitungsgebietes. In Moldawien wurden Vorkommen an vier Fundorten im Süden des Landes und in der Ukraine Bestände auf der Krimhalbinsel und im westlichen Teil der Steppenzone in der Region um Odessa beschrieben.
Sternbergia colchiciflora wächst in Grasland, auf Kalksteinfelsen, an trockenen Hängen und auf Lichtungen von Abies-, Quercus- oder Faguswäldern, an Waldrändern oder in steppenartigen Gebieten. Sie ist meist in Böden mit Kalkstein zu finden. Im Grasland dürfen die Flächen nicht vollständig von Gräsern bewachsen sein und müssen Lücken und offene Bereiche mit lockerem Erdboden aus Sand und Lehm aufweisen. Die Art kommt vom Tiefland bis in die Traubeneichenwaldzone vor und besiedelt Höhenlagen in wenigen Verbreitungsgebieten von 90 bis 350 mund hauptsächlci Standorte von 750 bis 2.300 m.

## Gefährdung
Durch die IUCN wurde Sternbergia colchiciflora mit dem Status  Least Concern (nicht gefährdet) und einem stabilen Populationstrend eingestuft. Diese Einstufung erfolgte aufgrund der Annahme, dass sie in Teilen ihres Verbreitungsgebietes weit verbreitet ist, stabile Populationen aufweist und ein vollständiges Aussterben in Europa als gering anzusehen ist. Die stärkste Bedrohung stellt für sie die natürliche Sukzession, die invasive Ausbreitung von Robinien- und Götterbaumarten, die Urbanisierung und die Umnutzung landwirtschaftlicher Flächen dar. Daneben beeinträchtigen Freizeitaktivitäten wie Wandern oder Motocross ihren Lebensraum.

### Nationale Schutzmaßnahmen
Auf nationaler Ebene gibt es verschiedene Schutzmaßnahmen und die Art steht in mehreren Ländern in der Roten Liste gefährdeter Arten. In Frankreich steht sie unter nationalem Schutz und es wird eine Erhaltungszucht im CEFE-CNRS in Montpellier durchgeführt. Die Art wäre wahrscheinlich als „stark gefährdet“ eingestuft. In Griechenland besteht keine nationaler Schutzstatus. Sternbergia colchiciflora kommt jedoch in verschiedenen Natura 2000-Gebieten und drei Nationalparks vor, welche einen Schutzstatus nach dem Naturschutzrecht vorschreiben. In Versuchsgärten an der Universität Patras wird sie als Erhaltungszucht angebaut und zu wissenschaftlichen Zwecken verwendet. Ungarn weist einen nationalen Schutzstatus aus und stuft sie in der nationalen Roten Liste als „potenziell gefährdet“ ein. Für Italien wird die Pflanzenart in regionalen Schutzgebieten aufgeführt und ist in der nationalen Roten Liste als „nicht gefährdet“ eingestuft. Moldawien stuft sie im „Roten Buch der Republik Moldau“ als „stark gefährdet“ ein. Sie wird in Moldawien in nationalen Schutzgebieten geschützt und in botanischen Gärten kultiviert. In Serbien liegt auf nationaler Ebene eine Einstufung als „gefährdet“ vor. In der Slowakei ist Sternbergia colchiciflora in der nationalen Roten Liste als „vom Aussterben bedroht“ eingestuft und wird in einem Naturschutzgebiet geschützt. Eine Erhaltungszucht wird von den beiden botanischen Gärten in Nitra und Bratislava durchgeführt. Im „Roten Buch der Ukraine“ ist eine Einstufung mit „gefährdet“ aufgeführt und sie wird in nationalen Reservaten und im Nationalpark Tarkhanhut auf der Krim, sowie in den Steppengebieten der Region um Odessa geschützt und in botanischen Gärten kultiviert.

## Nutzung
Sternbergia colchiciflora wird als Zierpflanze in Gärten kultiviert und kann außerhalb ihres natürlichen Verbreitungsgebietes verwildert vorkommen. Für ihre Verwendung als Heilpflanze lagen keine ausreichenden Daten vor. Die Zwiebeln dienen Wildschweinen als Nahrung. Sie wird nach dem Washingtoner Artenschutzübereinkommen im Anhang II aufgeführt. Dies bedeutet, dass mit Sternbergia colchiciflora ein kommerzieller, internationaler Handel erst nach einer Unbedenklichkeitsprüfung des Ausfuhrstaates möglich ist. Vorher muss nachgewiesen werden, dass der Handel den Fortbestand der Art nicht gefährdet.

## Namenserklärung
Der Name Sternbergia ehrt Kaspar Maria von Sternberg (1761–1838), den böhmischen Theologen und Naturwissenschaftler (Botaniker), Begründer der modernen Paläobotanik.